# Centro de Astrofísica y Tecnologías Afines
El Centro de Astrofísica y Tecnologías Afines (CATA) es uno de los Centros de Excelencia del Programa de Investigación Asociativa con Financiamiento Basal de Conicyt. Integra a más de 50 astrónomos profesionales, una treintena de investigadores postdoctorales y casi un centenar alumnos de pregrado.

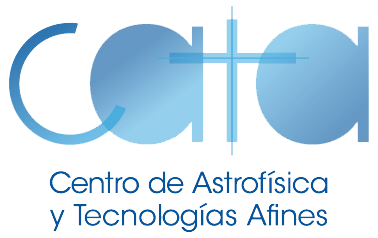
Centro de Astrofísica CATA

La entidad es dirigida por la astrónoma de la Universidad de Chile y Ph.D en Astronomía de la Universidad de Princeton, María Teresa Ruiz.
El centro comenzó a operar en abril del año 2008 y cuenta con la Universidad de Chile como institución responsable, y a la Universidad Católica de Chile y Universidad de Concepción, como instituciones asociadas.
Sus dependencias están ubicadas en el Observatorio Astronómico Nacional en Calle Camino del Observatorio 1515, comuna de Las Condes, Santiago de Chile

## Áreas de Investigación
El Centro cuenta con 10 unidades de trabajo: 6 científicas, 3 de tecnología, y una de educación y divulgación de la astronomía, estas son:
- Nacimiento y evolución de las estructuras en el universo
- Poblaciones estelares en el universo
- Escala de distancia extra galáctica
- Formación de estrellas
- Planetas extrasolares y enanas cafés
- Supernovas y energía oscura
- Instrumentación astronómica
- Computación de alto rendimiento
- Robótica en astrofísica
- Educación y Divulgación de la astronomía

## Integrantes destacados
- María Teresa Ruiz
- Guido Garay Brignardello
- José Maza Sancho
- Mario Hamuy
- Leonardo Brofman
- Leopoldo Infante
- Hernán Quintana
- Dante Minniti
- Gaspar Galáz
- Douglas Geisler
- Wolfgang Gieren
- Ezequiel Treister